# Global Television Network
Global Television Network (często: Global lub Global TV) – kanadyjska sieć telewizji naziemnej. 

## Charakterystyka
Obecnie jest drugą (po CTV), prywatną siecią telewizji naziemnych w Kanadzie. Posiada piętnaście stacji w całym kraju. Jest własnością Corus Entertainment. Global ma swoje korzenie w regionalnej stacji telewizyjnej o tej samej nazwie, obsługującej południowe Ontario, która została uruchomiona w 1974 roku. Stacja w Ontario została wkrótce kupiona przez nieistniejącą już firmę CanWest Global Communications, a telewizja stopniowo rozszerzała swój zasięg krajowy zarówno poprzez akwizycje, jak i uruchamianie swoich nowych stacji znanych jako CanWest Global. Wszystkie stacje zostały zunifikowane pod obecną marką w 1997 roku. Telewizje Global nadają w języku angielskim i docierają do 97,7% anglojęzycznych mieszkańców kraju.